# Kovács Géza (művészeti menedzser)
Kovács Géza (Tura, 1955. február 24. –) művészeti menedzser. Házas, két leánygyermek apja.

## Tanulmányok
A hatvani Bajza József Gimnáziumban érettségizett, 1973-ban. Ezt követően elvégezte a budapesti Bartók Béla Zeneművészeti Szakközépiskola ütő tanszakára járt, majd az Egri Tanárképző Főiskolán ének-zene–népművelés; a Népművelési Intézetben karvezető szakon diplomázott. Az ELTE BTK-n kulturális menedzseri végzettséget szerzett. Sikeresen abszolválta a brit kormány által finanszírozott, "British Know How Fund" menedzser-továbbképzést.

## Szakmai pályafutás
Pályáját Dorogon, a József Attila Művelődési Központban kezdte. Később a SZOT kulturális osztályán művészeti előadó, 1989 és 1995 között a MÁV Szimfonikus Zenekar igazgatója volt. 1995-től a  Magyar Állami Hangversenyzenekar, majd a jogutód Nemzeti Filharmonikusok ügyvezető- később főigazgatójaként ténykedett. 2001–2002-ben miniszteri biztosként irányította a zenekar és az énekkar intézményi átalakítását.
2017-2020-ig a Magyar Rádió Művészeti Együtteseinek igazgatója.
Publikált több hazai és külföldi szaklapban. Társszerzőként jegyzi a Budapesti Corvinus Egyetem „Kulturális gazdaságtan” egyetemi jegyzetét. Projektmenedzsere Kieselbach Tamás: Magyar zene és kép című könyvének. Az ELTE, a Moholy-Nagy Művészeti Egyetem, a Werk Akadémia rendszeres vendég-előadója. Rendezőként jegyzi a Zenekar-alapító című filmet. Szerkesztő-riporterként alkotótársa a Befejezetlen és befejezett szimfóniák, a Gördülő Zenekar, a Toskó, az utolsó turai prímás, valamint a Bartók turai népdalgyűjtését bemutató Ablakimba, ablakimba című dokumentumfilmeknek.
Számos hazai és nemzetközi szakmai szervezet aktív tagja; több esetben vezetője, tisztségviselője. Így két évtizeden át volt  elnöke a Magyar Szimfonikus Zenekarok Szövetségének, tíz éven át volt alelnöke a Magyar Zenei Tanácsnak, több cikluson át volt tagja a New York-i székhelyű Nemzetközi Előadó-művészeti Társaságnak (International Society for the Performing Arts, ISPA), 2000 óta vezetőségi tagja, társelnöke,  2017 és 2020 között elnöke az Európai Előadó-művészeti Munkáltatók Ligájának (Performing Arts Employers Associations League Europe PEARLE*). Az alapító Sára Sándor felkérésére elnöke a Földobott Kő Alapítványnak. 2020. óta a szakmai szervezetek delegáltjaként kurátor a Nemzeti Kulturális Alap Zeneművészet Szakmai Kollégiumában. Nyugdíjazása, 2020. óta ellátja lakóhelyén, egy Balaton-felvidéki faluban az önkéntes kántori szolgálatot. 17 éve szervez a nyári hónapokban minden szombaton komolyzenei koncerteket lakóhelye templomában.

## Díjak
- Patrick Hayes-díj (2014. Az ISPA elismerése kiemelkedő művészeti menedzseri tevékenységért, melyből évente egyet adnak ki.)
- Tura város díszpolgára (2014)
- Bánffy Miklós-díj (2015)